# CM11
CM11は、中華民国（台湾）が開発した国産第2.5世代主力戦車の名前。愛称は勇虎（ヨンフー）式戦車。アメリカ軍はM48Hとしている。

## 特徴
アメリカ合衆国より供与されたM60A3の車体にM48A5の砲塔（105mmライフル砲搭載）を設置したもので、キューポラもアメリカ製のM1 キューポラからイスラエル製のUldan社製キューポラに換装されている。1988年から生産が開始された。
台湾陸軍は、M60A3の完成品導入を希望していたが、米中関係を懸念したアメリカ側の判断で成し得ず、本車は一見、M48・M60系の改修型であるイスラエル国防軍のマガフを思わせる戦車となった。しかし、実際はM1エイブラムスに匹敵する先進的な射撃統制システムを備えており、砲塔がM60A1・A3より軽量であるため出力重量比が向上し、機動性も高くなっている。
近年は、フランスのNexter（旧称GIAT）社が開発した爆発反応装甲を装着したものもある。

## 事故・不具合
2016年8月16日、屏東県で演習の帰りに橋を走行していた第564装甲旅団所属の本車1両が無限軌道の異常により方向転換できなくなり、バランスを崩し約3メートル下の川に転落する事故が発生した。この事故により5人の乗員のうち、操縦手を除く4人が死亡した（車長は救出されたのち8月18日に死亡）。8月31日には、第542装甲旅団の車両が新竹県の軍施設で試射を行った際、暴発とみられる爆発で砲身が破裂する事故が発生したことが、台湾陸軍・第6軍団より発表された。

## 登場作品

### アニメ・漫画
『ノブナガン』
第1話で台湾高雄市に上陸した進化侵略体と交戦。同作の主人公は、M60A3ではなくCM11であると正確に区別した。